# USS LST-791
O USS LST-791 foi um navio de guerra norte-americano da classe LST que operou durante a Segunda Guerra Mundial.